# Puriri (Neuseeland)
Puriri ist ein kleines Dorf im Thames-Coromandel District der Region Waikato auf der Nordinsel von Neuseeland.

## Geographie
Das Dorf befindet sich rund 12 km südsüdöstlich von Thames am östlichen Rand der Hauraki Plains. Nördliches des Dorfes fließt der Puriri River vorbei und mündet knapp 3 km westlich in den Waihou River.

## Geschichte
Puriri war ursprünglich eine Siedlung der Ngati Maru. Der Missionar Henry Williams und drei seiner Kollegen besuchten die Siedlung im Jahre 1833 und gründeten dort eine Missionsstation, die 1834 von James Preece mit Unterstützung durch James Hamlin übernommen wurde. 1838 wurde das Gelände der Station an Parawai, heute Teil der Gemeinde Thames, übertragen. 1868, während des Goldrausches in der Region Thames-Coromandel wurde bei Puriri Gold gefunden und abgebaut.

## Bildungswesen
Die Siedlung verfügt mit der Puriri School über eine Grundschule mit den Jahrgangsstufen 1 bis 8. Im Jahr 2016 besuchten 24 Schüler die Schule.